# Psychoglypha leechi
Psychoglypha leechi is een schietmot uit de familie Limnephilidae. De soort komt voor in het Nearctisch gebied.